# August Westermark
August Westermark, född 5 oktober 1834, död 15 december 1894 i Stockholm, var en svensk skådespelare och teaterdirektör, verksam i Finland. Han spelade en viktig roll för utvecklingen av en inhemsk teaterkonst i Finland. 
Westermark debuterade på Dramaten i Stockholm 1857. Han var sedan verksam i flera kringresande teatersällskap. Han var 1869-1870 engagerad vid Svenska Teatern i Helsingfors, och grundade sedan sitt eget teatersällskap. Hans teatersällskap var tvåspråkigt och spelade på både det svenska och finländska språket, något som då var nytt i Finland, där teater dittills hade spelats enbart på svenska. När Finlands nationalteater grundades i Helsingfors i mars 1872, utgjorde medlemmarna ur hans teatersällskap teaterns första pionjärtrupp. Han var sedan verksam som rekryterare för teatern. 